# كريستينا ساندبرغ
كريستينا ساندبرغ (بالسويدية: Christina Sandberg)‏ هي لاعب كرة مضرب سويدية، ولدت في 11 يناير 1948 في بوروس في السويد.

## وصلات خارجية
- كريستينا ساندبرغ على موقع رابطة محترفات التنس (الإنجليزية)
- كريستينا ساندبرغ على موقع الاتحاد الدولي لكرة المضرب (الإنجليزية)
- كريستينا ساندبرغ على موقع كأس بيلي جين كينغ (الإنجليزية)
- كريستينا ساندبرغ على موقع خلاصة التنس.كوم (الإنجليزية)